# Eulima auricincta
Eulima auricincta är en snäckart som först beskrevs av Abbott 1958.  Eulima auricincta ingår i släktet Eulima och familjen Eulimidae. Inga underarter finns listade i Catalogue of Life.